# Caproni
Pour les articles homonymes, voir Caproni (homonymie).
Caproni S.p.A. est un groupe industriel italien, fondé par Giovanni Battista Caproni, qui développa son activité entre 1908 et 1945 dans le domaine de l'aviation, puis naval, avant de se diversifier vers le secteur des transports, motos, tramways et automobile, au lendemain de la Seconde Guerre mondiale, jusqu'en 1950.

## Histoire

### Des origines à la Première Guerre mondiale
En 1909, Giovanni Battista Caproni, Comte de Taliedo, (3/7/1886 - 27/10/1957) regagne l'Italie après avoir suivi des cours de génie civil à Munich, d'électricité à Liège et de construction aéronautique à Paris. Sa ville natale, Massone d'Arco dans la province de Trente, se trouvant alors encore sous domination austro-hongroise, il s'installe à Taliedo, un quartier de la zone sud-est de Milan, à proximité de l'actuel aéroport de Milan-Linate. C'est à Taliedo qu'il réalise son premier avion, un biplan qui effectue son premier vol le 27 mai 1910 et qu'il fonde la Società de Agostini e Caproni, qui deviendra un peu plus tard Società Caproni e Comitti.
Décidé à poursuivre ses investigations dans le domaine aéronautique, il réalise successivement 7 biplans (Ca.1 à Ca.7) et, fin 1910, il quitte Milan pour Vizzola Ticino, près de Varèse. Il abandonne également la formule biplan pour le monoplan. Le Ca.8 effectue son premier vol le 13 juin 1911, et le premier passager payant transporté par voie aérienne en Italie prend place à bord d'un Ca.12 (en) le 12 avril 1912. Au début de la Première Guerre mondiale, l'armée italienne a une escadrille équipée de Ca.18.
Nationalisée au cours de l'été 1913, la firme Caproni se fait surtout connaitre durant la Première Guerre mondiale par une série de bombardiers lourds biplans et triplans, les Caproni Ca.30 et Caproni Ca.40, qui furent utilisés par les aéronautiques militaires italienne, française, britannique et américaine. Le bombardier biplan Ca.30 trimoteur (3 moteur Fiat A.10 de 100 ch chacun) a été conçu en 1913 grâce à l'appui de Giulio Douhet, commandant du "Battaglione Aviatori" et inventeur de la théorie de la suprématie de l'aviation et du bombardement stratégique. C'est cette théorie qui a  été mise en œuvre par toutes les armées durant la seconde guerre mondiale. Ces avions ont été les bombardiers alliés les plus utilisés avec plus de 1 100 exemplaires produits dans les séries de biplans Ca.32, Ca.33, Ca.44, Ca.45 et Ca.46 et les triplans Ca.40, Ca.41, Ca.42 et Ca.43. Caproni a reçu une commande de 3 650 exemplaires du triplan Ca.44 et ses variantes. 

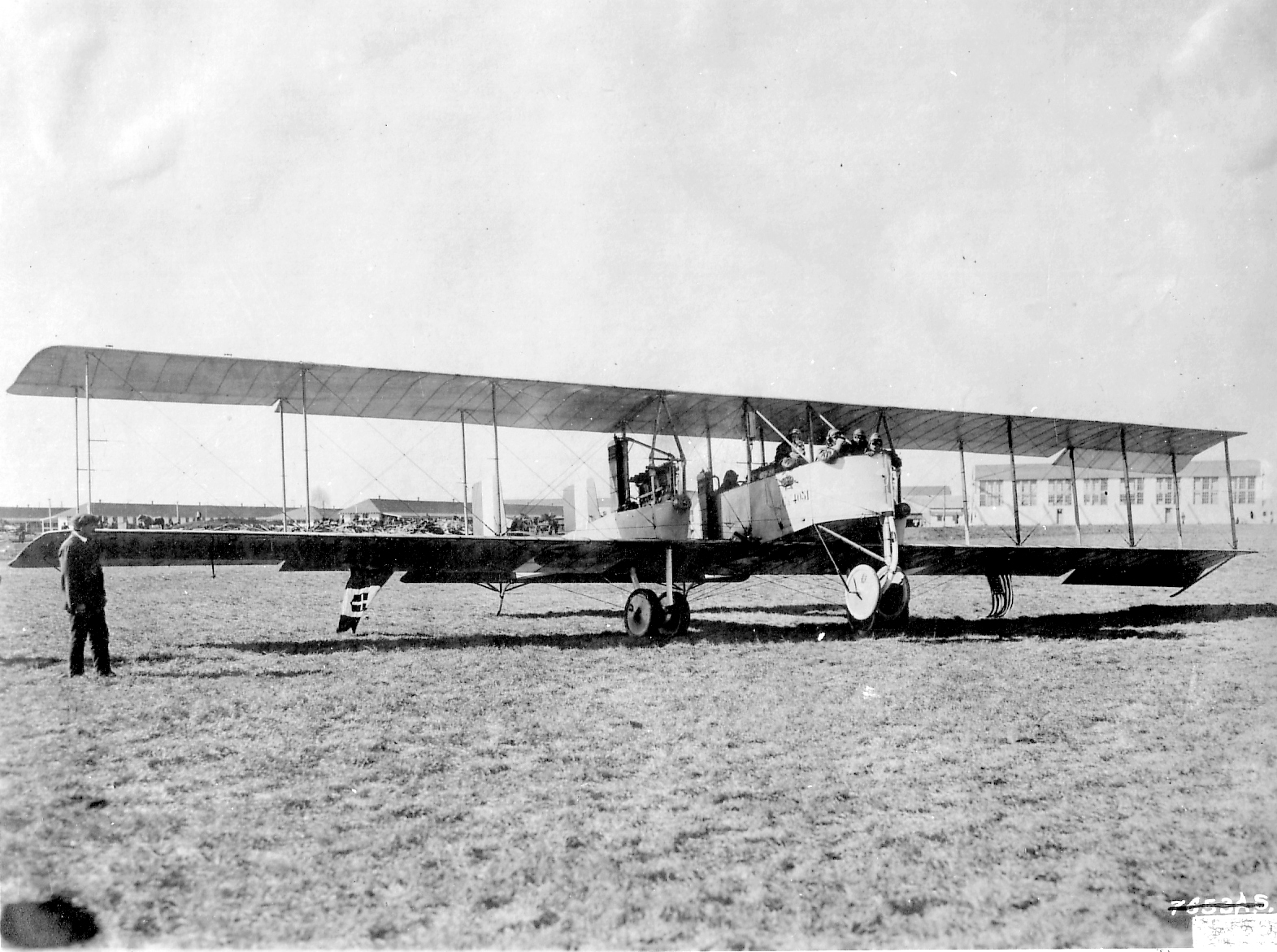
Caproni Ca.3.

### L'Entre-deux-guerres
Durant les années 1930 l'entreprise Caproni va devenir un important groupe industriel, diversifiant ses activités en se développant à l'étranger, mais aussi en rachetant un certain nombre d'entreprises qui conserveront le plus souvent leur autonomie, tandis que les usines historiques du groupe (Taliedo, Arco, Vizzola) produiront sous licence pour les autres avionneurs italiens, en particulier Savoia-Marchetti. Parmi la vingtaine de filiales que connut le groupe les principales sont:
- Caproni Aeronautica Peruana : C’est en 1934 qu'est créée au Pérou cette filiale qui, grâce à un contrat avec le gouvernement de Lima, bénéficia durant deux ans d’un quasi-monopole pour la fourniture d’avions à ce pays.
- Cantieri Aeronautici Bergamaschi (CAB) : Numérotées dans la série 300, les réalisations de Caproni Bergamasca sont dues à l'ingénieur Cesare Pallavicino. Les plus connues sont le bimoteur Caproni Ca.310 et ses dérivés.
- Caproni Vizzola : Cette usine produit plusieurs prototypes de chasseurs durant la Seconde Guerre mondiale. La guerre terminée l'activité y reprend avec le développement des F.4, F.5 et F.6 de l'ingénieur Stelio Frati, puis, au début des années 1980, du planeur biplace Caproni Vizzola C-22J. C'est la plus ancienne usine aéronautique italienne en activité et la seule à porter toujours le nom de Caproni.
- Isotta-Fraschini : Le rachat de ce motoriste italien en 1932 permit à Caproni de se placer dans le domaine des torpilleurs rapides de petit tonnage, puis des sous-marins de poche.
- Kaproni Bulgarski : La firme tchécoslovaque Avia avait créé en 1926 une filiale à Kasanlak. Škoda Auto, qui rachète Avia en 1928, cède en 1930 son établissement hongrois à Caproni. Autonome, Kaproni Bulgarski produit des avions dessinés en Italie, mais aussi quelques réalisations originales. Nationalisée le 15 septembre 1942, Kaproni Bulgarski devient DSF Kasanlak, les directeurs techniques italiens Caligaris et Picini étant maintenus à leurs postes.
- Motori Marini Carraro : Le rachat de ce motoriste naval complète l’offre Caproni dans ce domaine.
- Officine Meccaniche Italiane di Reggio Emilia : Initialement une entreprise de construction ferroviaire, Reggiane fit son apparition dans le monde aéronautique durant la Première Guerre mondiale en produisant des bombardiers Caproni Ca.34. L'entreprise fabriqua les avions de chasse de la série 2000 pour la Regia Aeronautica et exportés en Suède et Hongrie. La société ne fera officiellement partie du groupe Caproni qu’à partir de 1935.

### La Seconde Guerre mondiale
Durant la Seconde Guerre mondiale les usines du groupe Caproni produisent surtout les avions des autres avionneurs italiens, les excellents chasseurs Reggiane étant peu nombreux et arrivant tardivement sur la scène, mais les torpilleurs légers italiens sont très largement utilisés, en particulier durant la bataille de Malte.
En 1942 le groupe Caproni, poursuivant ses efforts de diversification, développe un prototype de véhicule blindé léger, la Vespa-Caproni.

### Des motocyclettes pour survivre
À la fin de la Seconde Guerre mondiale le groupe Caproni est confronté à de nombreuses difficultés. Gianni Caproni, accusé de complicité avec le régime fasciste et de collaboration avec l’occupant allemand, fait l’objet de poursuites, les usines ont été dévastées par les bombardements et il n’existe plus de marché pour l’industrie aéronautique italienne. Les poursuites sont abandonnées en 1946, mais l’argent manque et le petit bimoteur Ca.193 (en), qui effectue son premier vol le 13 mai 1949, ne trouve pas d’acheteurs. L’usine Caproni de Taliedo ferme définitivement en 1950.
Pour relancer son entreprise Gianni Caproni décide alors de reconvertir son usine d’Arco dans la production de motocycles. Aux termes d’un éphémère accord avec Ducati les cadres des Ducati Cucciolo sont produits par Aero Caproni S.p.a, fondée en 1950, qui y adapte un moteur de 49 cm3 et la marque Capriolo est déposée pour la commercialisation des motos Caproni. Si l’association avec Ducati ne dura pas, Aero Caproni poursuivit sur sa lancée, présentant en 1951 la Capriolo 75 (en) qui connut un certain succès et fut produite jusqu’en 1957 par Aero Caproni puis reprise par Aeromere. C’est sur une Capriolo 75 que le pilote Galliani remporte le tour motocycliste d’Italie en 1955.
Le succès des Capriolo incita Caproni à reconvertir à son tour l’usine de Vizzola Ticino et un accord signé avec NSU permet à Aero Caproni de présenter au Salon de Milan en novembre 1953 deux nouveaux modèles, la Cento 50 qui fut produite jusqu’en 1956 à Arco et la Max 250 (it). Caproni Vizzola commercialise ensuite la Lux tandis que l’usine d’Arco propose en 1955 une machine de compétition, la Capriolo Quickly. En 1955 apparaît la Capriolo 125 et en 1956 l’usine de Vizzola proposa le Caproni Scooter, modèle qui ne dépasse pas le stade de la présérie.

### Ultimes productions aéronautiques
Après la fermeture de l'usine de Taliedo c'est à Arco que Caproni tente de maintenir une activité aéronautique, faisant appel à un jeune ingénieur, Stelio Frati. Un intéressant biplace léger à réaction, le Caproni Trento F.5 prend l’air le 20 mai 1952, mais l'absence de commandes entraine la fermeture de l’usine. C'est chez Aeromere que fut lancée la production en série des biplaces Aviamilano F.8L Falco destinés au marché américain, encore une production de Stelio Frati et l'usine de Vizzola Ticino vit la réalisation des planeurs Caproni Vizzola Calif et du jet léger Caproni Vizzola C-22J, dernier aéronef construit à porter le nom de Caproni.

### Dispersion
Le décès de Gianni Caproni en 1957 a de nombreuses répercussions sur le groupe du même nom. L’usine Aéro Caproni de Trente fut réorganisée début 1958 en Aero Meccanica Regionale, ou Aeromere, afin de rester présente sur le marché de la moto. Aeromere est absorbé par le groupe Laverda en 1964.
Au début des années 1960 le marché du deux-roues est en plein déclin en Italie, contraignant les industriels à se regrouper. Dès 1959 le groupe Agusta rachète la gamme produite à Vizzola, qui se reconvertit à nouveau en réalisant des carrosseries d'autobus sur des châssis Fiat 414.

## Structure du groupe Caproni
composition du groupe (1929-1943)
| Nom sociétés                                                      | Implantation            | Date d'intégration | Spécialité                                          |
| ----------------------------------------------------------------- | ----------------------- | ------------------ | --------------------------------------------------- |
| Cantieri Aeronautici Bergamaschi (CAB)                            | Bergame                 | R 1929             | Avions                                              |
| Cantieri di Idroaviazione di Montecollino                         | Lac d'Iseo              | R 1929             | Hydravions                                          |
| Motori Marini G. Carraro                                          | Milan                   | R 1929             | Moteurs marins                                      |
| Fabbrica Automobili Isotta Fraschini                              | Milan                   | R 1932             | Automobiles de luxe Moteurs industriels             |
| Aeronautica Predappio Nuova                                       | Predappio               | C 1935             | Avions                                              |
| Officine Meccaniche Reggiane                                      | Reggio d'Émilie         | R 1935             | Matériel ferroviaire, avions et moteurs industriels |
| Avio Industrie Stabiensi Catello Coppola fu Antonio (AVIS)        | Castellammare di Stabia | R 1935             | Avions                                              |
| Aeronautica Sicula                                                | Palerme                 | R 1935             | Avions                                              |
| Compagnia Nazionale Aeronautica (CNA)                             | Rome                    | R 1935             | Avions                                              |
| Officine Reatine Lavorazioni Aeronautiche (ORLA)                  | Rieti                   | R 1935             | Avions                                              |
| ISSA (Industria Specializzata Strumenti Aeronavigazione)          | Bergame                 | R 1935             | Instruments de vol                                  |
| Aeroplani Caproni-Cantiere Aeronautico di Trento                  | Gardolo Trente          | C 1937             | Flugzeugbau                                         |
| Società Anonima Industrie Meccaniche Aeronautiche Navali (SAIMAN) | Ostia Lido              | R fin années 1930  | Avions                                              |
| Società Aeronautica Alto Atesina                                  | Bolzano                 | R 1942             | Avions                                              |

Légende : C = création de la société - R = Reprise de la société.
Participations (1929 à 1943)
| Nom société                                             | Implantation | Date |
| ------------------------------------------------------- | ------------ | ---- |
| Segherie Italiane di Milano                             | Milan        | 1929 |
| Officine Meccaniche Romane                              | Rome         | 1929 |
| Fabbrica Nazionale d’Armi e Manifattura Italiana d’Armi | Brescia      | 1934 |
| CEMSA                                                   | Saronno      | 1936 |
| Società Anonima Magnesio Italiano                       | Cagliari     | 1935 |
| Compagnia Chimico Mineraria del Sulcis                  | Sulcis       | 1935 |
| Società Italiana Sabbie Industriali di Livorno          | Livourne     | 1935 |

Participations dans des sociétés étrangères
| Nom société                                 | Implantation           | Date |
| ------------------------------------------- | ---------------------- | ---- |
| Curtiss-Caproni                             | Baltimore, États-Unis  | 1929 |
| Kaproni Bulgarski                           | Kasanlak, Bulgarie     | 1930 |
| Caproni Agency Corporation Ltd.             | Londres, Angleterre    | 1934 |
| Sociedade Aero-Portuguesa                   | Portugal               | 1935 |
| Fábrjca Nacional de Aviones Caproni Peruana | Las Palmas-Lima, Pérou | 1935 |

## Productions

### Avions

#### Première Guerre mondiale
- Ca.1 (1910)
- Ca.1 (1914) (bombardier)
- Ca.2
- Ca.3 (1910)
- Ca.3 (1917) (bombardier)
- Ca.3 Mod. (1918) (bombardier)
- Ca.4
- Ca.5 (1911)
- Ca.5 (1917) (bombardier)
- Ca.6
- Ca.7
- Ca.8
- Ca.9
- Ca.10
- Ca.11
- Ca.12
- Ca.13
- Ca.14
- Ca.16
- Ca.18 (avion d'observation)
- Ca.20 (avion de chasse)
- Ca.22
- Ca.30/31 (bombardier)
- Ca.33 (bombardier)
- Ca.36 (bombardier)
- Ca.37/38 (bombardier)
- Ca.44/45/46/50/57 (bombardier)
- Ca.40/41/42/43/48/51/52/58/59 (bombardier)[5]
- Ca.48
- Caproni Pensuti ou Breda Pensuti (Triplanino) (avion de reconnaissance et entrainement)

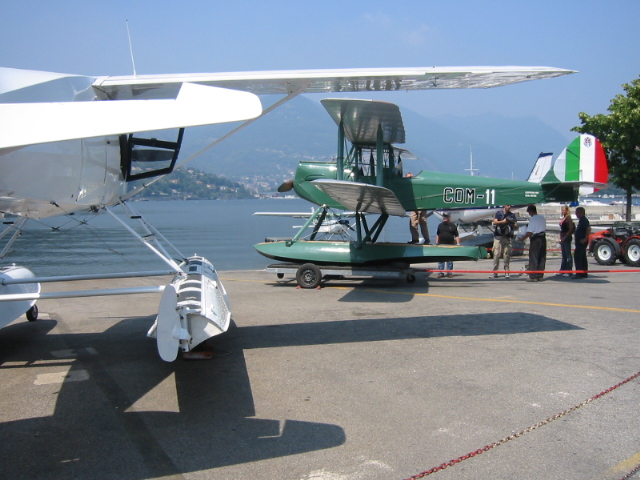
Version hydravion du Caproni Ca.100 à l'aérodrome de Côme sur le lac de Côme.

#### Entre-deux-guerres
- Ca.53
- Ca.60 (Noviplano)
- Ca.70/71 (avions de chasse nocturne)
- Ca.73/74/80/88
- Ca.79 (bombardier)
- Ca.87
- Ca.90/91 (bombardier)
- Ca.95 (bombardier)
- Ca.97 (avion civil de ligne)
- Ca.100
- Ca.114 (avion de chasse)
- C.H.1 (prototype avion de chasse)
- PS.1 (Pallavicino PS.1) (avion de tourisme 4 places)
- Tricap (avion de tourisme et d'entrainement)

#### Seconde Guerre mondiale
- Caproni Ca.101
- Ca.111
- Ca.133
- Ca.135

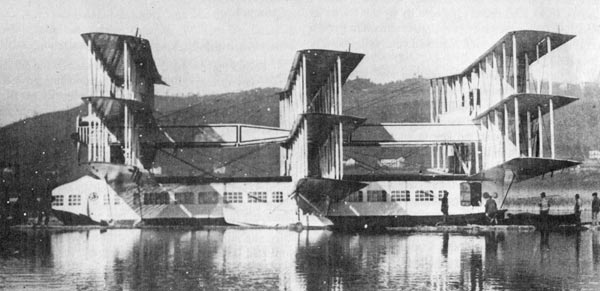
Caproni Ca.60.

- Ca.161 (record mondial d'altitude avec un biplan)
- Ca.163
- Ca.164
- Ca.165
- Ca.309 (Ghibli)
- Ca.310 (Libeccio)
- Ca.311 (& 311M)
- Ca.312
- Ca.313
- Ca.314
- Ca.316
- C.4 (avion de reconnaissance)
- C.C.2 (avion à réaction expérimental 1940)
- Stipa

### Motos
- Capriolo 50
- Capriolo 75
- Capriolo 100
- Capriolo 125
- Capriolo Quickly
- Cento 50

### Automobiles & camions
- Isotta Fraschini 8B
- Isotta Fraschini D80
- Isotta Fraschini D70M
- Isotta Fraschini D65
- Isotta Fraschini 8C Monterosa
- CEMSA Caproni F.11

### Automitrailleuses
- Vespa-Caproni

### Tramways
- Tram ATAC Série 2500
- Tram ATM Série 700

## Cinéma
Dans le film Le vent se lève de Hayao Miyazaki, Gianni Caproni apparaît pour aider le jeune Jiro.